# 久門徹
久門徹（ひさかど とおる、1976年1月7日 - ）は、日本のオートレース選手。ニックネームは筑豊の若鷲、筑豊の荒鷲、マッハの怪鳥など。車名はロロノア・ゾロ、ゾロ、キテツ、ゾフィーなど。第31回オールスターオートレースに優出した際には、元祖2級車のスピード王と称されている。鈴木圭一郎に破られるまで、デビュー最短SG優勝の記録を保持していた。スタートからの速攻力と力強い捲りを武器に飯塚最強軍団の一角を担ってきた。師匠は植木常男。

## 選手データ
- プロフィール
  - 福岡県出身
  - 26期
  - 飯塚オートレース場所属

- 戦歴 
  - 通算優勝回数:39回
  - グレードレース（SG,GI,GII）優勝回数:7回
  - 全国区レース、SG優勝回数:2回
  - GI優勝回数:2回
  - GII優勝回数:3回

- 受賞歴
  - 最優秀選手賞:1回
  - 最優秀新人選手賞:1回
  - 優秀新人賞:1回
  - 日刊三賞・敢闘賞:2回
  - 日本プロスポーツ大賞・功労賞:1回
  - 日本プロスポーツ大賞・新人賞:1回

## グレードレース戦歴
- SG戦歴
  - SG優勝回数:2回
  - オールスターオートレース（飯塚）'03・（伊勢崎）'05

- GI戦歴
  - GI優勝回数:2回
  - 開場記念ゴールデンレース（浜松）'11（55周年記念・遠鉄グリーンカップ）
  - 開場記念シルクカップ争奪戦（伊勢崎）'15（39周年記念・ジャパンビバレッジ杯）

- GII戦歴
  - GII優勝回数:3回
  - ジュニア選手権（飯塚）'00
  - トーマスメモリアルカップ（飯塚）'02
  - レジェンドカップ（伊勢崎）'22

- その他
  - スーパースターフェスタ・第9回トップスターカップ（川口）'08

当時はGI格（優勝賞金450万円）であったが、2012年にトップスターカップが廃止されて以降、GIの勝利数からは除外されている。